# UMBAL Sainte-Anne
L'UMBAL Sainte-Anne (УМБАЛ „Света Анна“) est un hôpital universitaire multispécialisé pour le traitement actif, situé en Bulgarie à Sofia, 1 rue Dimitar Mollov. L'hôpital, situé dans le district de Mladost, est connu sous le nom d'hôpital de district.
L'hôpital est également utilisé pour la formation des étudiants de l'Université de médecine de Sofia.

## Histoire
L'hôpital est fondé en 1879 en tant qu'hôpital général et est l'un des plus anciens hôpitaux de Sofia. C'est l'un des sept premiers hôpitaux ouverts en Bulgarie après la libération de la domination ottomane.
Après la fusion de l'Institut pour le traitement des citoyens étrangers et de l'Hôpital régional uni « Dr Racho Angelov (bg) », l'établissement reçoit le statut d'hôpital universitaire.

## Direction
- Directeur exécutif : Slavcho Bliznakov
- Directeur des activités médicales : Nikolay Dobrev
- Infirmière en chef – Directrice des soins de santé : Marijana Koleva[6]

## Sources
1. ↑  UMBAL (УМБАЛ) est l'acronyme de “Universitetska Multi-profilna Bolnitsa za Aktivno Lechenie”, qui se traduit en français par "Hôpital universitaire multifonctionnel pour le traitement actif
2. ↑  « УМБАЛ ”Света Анна“. Контакти » (consulté le 5 décembre 2020)
3. ↑   (en) MBAL Sveta Anna Sofia AD (Bulgaria), site emis.com
4. ↑   [PDF] « Studio portrait of Nikola Mihov, Dr. Racho Angelov and Dr. Petar Tsonchev », site core.ac.u
5. ↑  УМБАЛ "Света Анна - София" АД, гр. София [Hôpital universitaire « St. Anna - Sofia » AD, Sofia], site spravochnik.framar.bg, 21 janvier 2015.
6. ↑   « УМБАЛ ”Света Анна“. Ръководство » (consulté le 5 décembre 2020)